# Heterostegane rectistriga
Heterostegane rectistriga là một loài bướm đêm trong họ Geometridae.